# Peter F. Romero
Peter F. Romero (Nueva York, 1949) es un diplomático estadounidense, que se desempeñó como embajador en Ecuador (1993-1996) y subsecretario de Estado para Asuntos del Hemisferio Occidental (1999-2001).

## Biografía
Recibió tanto su licenciatura como su maestría en relaciones internacionales en la Universidad Estatal de Florida, en 1971 y 1972 respectivamente. Después de graduarse, fue profesor durante cinco años y asesor del Departamento de Trabajo.
Se unió al Departamento de Estado de los Estados Unidos en 1977, trabajando allí durante 24 años, llegando a ser el hispano de más alto rango en el Departamento. Fue miembro fundador del Consejo Hispano de Relaciones Internacionales.
Ocupó cargos en República Dominicana e Italia. Fue encargado de negocios en la embajada estadounidense en El Salvador en 1992, participando en los acuerdos de paz y su implementación entre 1991 y 1993, como así también en la implementación y administración de asistencia financiera a dicho país. Entre 1993 y 1996 fue embajador de Estados Unidos en Ecuador. Allí, desempeñó un papel clave en apoyo de la resolución pacífica del conflicto limítrofe entre el Perú y el Ecuador. En 1998 recibió el premio de «Igualdad de oportunidades de Empleo» del Departamento del Estado.
El presidente Bill Clinton lo designó subsecretario de Estado Adjunto para Asuntos Interamericanos y, en septiembre de 1998 lo nominó como primer titular de la Oficina de Asuntos del Hemisferio Occidental. Ocupó el cargo de forma interina desde el 7 de julio de 1999, y finalmente Clinton lo nombró en comisión en diciembre de 2000. En el cargo, promovió la cooperación en materia de antinarcóticos, delincuencia y reducción de la pobreza con los países americanos. También se encargó de la concepción y financiamiento del Plan Colombia.
Luego de retirarse del servicio exterior, entre 2001 y 2003, fue director ejecutivo de la consultora Violy, Byorum & Partners. Desde 2003 es director ejecutivo de la consultora Experior Advisory. Además, es profesor en la Escuela de Graduados del Servicio Exterior en la Universidad de Georgetown.